# Arctopsyche trispinosa
Arctopsyche trispinosa är en nattsländeart som beskrevs av Schmid 1968. Arctopsyche trispinosa ingår i släktet Arctopsyche och familjen ryssjenattsländor. Inga underarter finns listade i Catalogue of Life.